# Leptodesmus cylindricus
Leptodesmus cylindricus är en mångfotingart som beskrevs av Henri W. Brölemann 1902. Leptodesmus cylindricus ingår i släktet Leptodesmus och familjen Chelodesmidae. Inga underarter finns listade i Catalogue of Life.